# لوتار فترکه
لوتار فترکه (به آلمانی: Lothar Vetterke) بازیکن فوتبال و مهاجم اهل آلمان شرقی بود که از سال ۱۹۵۳ میلادی عضو تیم ملی فوتبال آلمان شرقی بوده‌است. وی در ۱ بازی ملی حضور داشته و در بازی‌های ملی‌اش گلی به ثمر نرساند. لوتار فترکه آخرین بازی ملی خود را در سال ۱۹۵۳ میلادی انجام داد.